# Kira (vêtement)
Pour les articles homonymes, voir Kira.

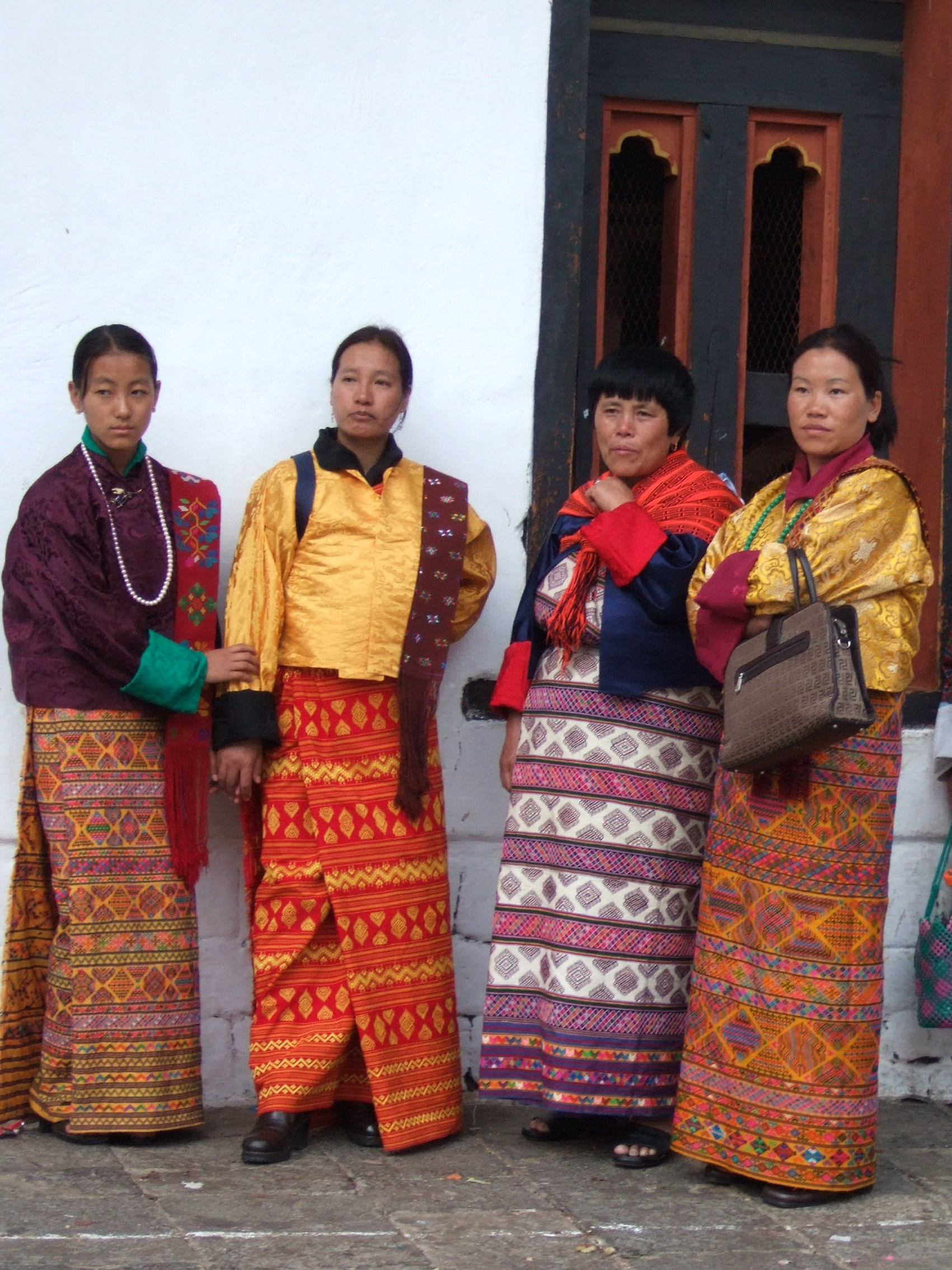
Femmes bhoutanaises portant la kira.

La kira est un vêtement féminin porté au Bhoutan, constitué d’un long tissu rectangulaire enroulé autour du corps et retenu aux épaules par des broches et à la taille par une longue ceinture. La kira est généralement portée par-dessus un wonju, sorte de blouse à manches longues, et sous un toego.